# Італійські громади в Україні 19—20 століть
Італійські громади в Україні 19—20 століть

Перші італійські громади з'явилися на українських землях на початку 19 ст. в нових портових містах Північного Причорномор'я. Вони складалися з емігрантів з Апеннінського півострова, зайнятих переважно у сфері торгівлі. Негоціанти-італійці утворили свої громади в Одесі, Феодосії, Керчі, Маріуполі, Миколаєві та Бердянську. Формуючи муніципальну інфраструктуру, італійські купці залучали до цієї роботи земляків-моряків (матросів та капітанів торгових суден), робітників порту, будівельників, маклерів товарних бірж та інших фахівців. Так, у професійній структурі найстарішої – одеської громади – були представлені, зокрема, дрібні торговці, ремісники, викладачі, архітектори, співаки, музиканти, скульптори (головним чином мармурники). На початку 19 ст. чисельність італійської громади Одеси становила 800 осіб (загальна кількість мешканців міста 7–8 тис. осіб), 1834 – 1016 осіб (усе населення Одеси та її околиць складало 61 899 осіб), 1837–1600 осіб. Переорієнтація в 2-й половині 19 ст. хлібної торгівлі Італії на північноамериканський ринок зумовила відтік негоціантського елементу з Одеси: 1897 тут уже мешкало 286 працездатних італійців чоловічої статі, 1905 всього близько 650 осіб.
Майже одночасно з одеською італійські громади виникли в Криму: у Феодосії (на поч. 19 ст.), в Керчі (у 1820-х рр.).
За переписом населення 1897 (за мовною ознакою), в Керчі та її передмістях мешкало 816 італійців, у Феодосії – 55, Бердянську – 171 особа. Наприкінці 19 ст. сформувалися італійські громади в Києві та Харкові. Під час української революції 1917–1921 та громадянської війни в Україні 1917–1921 спостерігається відтік італійців з України, основна частина яких повернулася на батьківщину. Італійський уряд взяв активну участь у цьому процесі, направивши кораблі в чорноморські порти для вивозу співвітчизників, які бажали повернутися на батьківщину. Тоді до Італії повернулося, зокрема, з кримських міст бл. 150 осіб. На початку 1920-х рр. більшість І.г. в У. припинила своє існування. Однак деякі громади кількісно зросли. Так, керченська громада в 1930 налічувала 1300 осіб. Але після репатріацій 1930–40-х рр. та втрат у ході Другої світової війни і вона істотно зменшилася. За переписом населення 1989, у місті мешкало 316 італійців.